# Chu Á Phu
Chu Á Phu hay Châu Á Phu (Trung văn giản thể: 周亚夫, phồn thể: 周亞夫, ? - 143 TCN) là nhà quân sự và thừa tướng nhà Hán trong lịch sử Trung Quốc, con trai quan đại thần khai quốc nhà Hán, Chu Bột. Ban đầu, ông được phong chức Quận thủ Hà Nội, sau được tấn tước Điều hầu. Năm 154 TCN, khi bảy nước chư hầu làm loạn, ông được lệnh dẫn quân đánh dẹp. Với tài năng quân sự xuất sắc, Chu Á Phu nhanh chóng đánh tan liên quân bảy nước, lập được công lớn cho nhà Hán, được thăng đến chức thái úy rồi thừa tướng (150 TCN). Về sau do không được lòng em trai của vua Hán là Lương vương nên ông chủ động xin từ chức. Về cuối đời, Chu Á Phu bị Hán Cảnh Đế nghi kị, bắt bỏ ngục. Ông uất ức, tuyệt thực 5 ngày, cuối cùng thổ huyết mà qua đời.

## Thân thế và thời trẻ
Chu Á Phu vốn là con thứ hai của quan khai quốc công thần nhà Hán là Giáng hầu Chu Bột. Ban đầu, ông được bổ nhiệm làm quận thủ Hà Nội. Sau khi Chu Bột qua đời (169 TCN), anh trưởng của ông là Chu Thắng kế nhiệm tước hầu, nhưng mấy năm sau thì phạm pháp, tước bị phế bỏ. Về sau, Hán Văn Đế phong cho Chu Á Phu tước Điều hầu để kế nhiệm Chu Bột.

## Gặp vua trong quân trại
Năm 158 TCN, quân Hung Nô xâm phạm vào biên cương phía bắc của nhà Hán. Để bảo vệ kinh đô Trường An, Hán Văn Đế cử ba vị tướng, trong đó có Chu Á Phu dẫn quân đóng ở xung quanh Trường An, cánh quân của ông đóng quân ở Tế Liễu. Một ngày Hán Văn Đế bất ngờ tới quân trại khao quân và thị sát quân tình. Xe của vua đến chỗ hai vị tướng kia, đều được tiếp đón trọng thể, sau đó vào trại của Chu Á Phu. Chu Á Phu thấy có xe ngựa đến, lệnh các binh sĩ đội mũ sắt và áo giáp, cầm cung tên, dao kiếm chuẩn bị chiến đấu. Khi xa giá đến gần cổng thì bị lính canh trại cản trở. Quan hầu thấy vậy hô là vua đến nhưng quân môn đô úy trả lời rằng:
Tướng quân bảo trong trại chỉ nghe quân lệnh của tướng, không cần nghe chiếu thiên tử.
Hán Văn Đế nghe thấy vậy, ra lệnh cho bọn tùy tùng cầm phù hiệu của hoàng đế, sai người truyền lời cho ông. Chu Á Phu khi ấy mới ra lệnh cho xe vào. Khi quân của Văn Đế vào, nhiều người cưỡi ngựa, đô úy cũng không cho phép nhưng Văn Đế vẫn vui vẻ hạ lệnh cho tướng của mình thả dây cương đi vào.
Khi Văn Đế vào trại, Chu Á Phu đã đội mũ sắt và áo giáp, cầm binh khí. Lúc gặp vua, ông xin diện kiến theo quân lễ vì đang mặc giáp không thể quỳ. Văn Đế cũng làm lễ đáp trả rồi đến ủy lạo quân sĩ. Việc làm của Chu Á Phu khiến các tùy tùng tức giận nhưng Văn Đế lại cho rằng Chu Á Phu quản lý quân như vậy thì địch mới không dám xâm phạm. Từ đó văn Đế rất trọng ông, thăng làm Trung úy. Đến lúc sắp mất, Văn Đế cũng dặn thái tử Lưu Khải rằng khi có việc cấp bách thì hãy dùng tới Chu Á Phu.

## Dẹp loạn bảy nước
Năm 154 TCN, Ngô vương Tị dẫn đầu bảy nước chư hầu khởi loạn chống lại nhà Hán. Quân bảy nước thế lực rất lớn, bao vây nước Lương. Trước tình thế nguy ngập, Hán Cảnh Đế nhớ lại lời dặn của vua cha lúc sắp mất, bèn phong Chu Á Phu làm thái úy, mang 36 tướng và hơn 30 vạn đại quân trong triều ra trận. Trước lúc ra quân, Chu Á Phu kiến nghị không nên đối địch với quân Ngô đang hăng hái mà nên cắt đứt đường vận lương của địch và được Cảnh Đế phê chuẩn.
Khi mang quân ra trận, Chu Á Phu làm theo kế Triệu Thiệp, không đi theo đường chính Hào Sơn vì Ngô vương nghe tin quân Hán xuất trận sẽ phái quân phục ở đây trước. Trái lại, ông đi đường vòng từ Vũ Quan ra Lạc Dương, tuy chậm hơn 1 ngày nhưng gây bất ngờ cho quân địch.
Chu Á Phu tiến từ Vũ Quan vòng qua Lạc Dương, sai người ra tra soát Hào Sơn, quả nhiên có quân Ngô phục ở đó. Quân Hán tiến đến Hoài Dương, Chu Á Phu hỏi ý kiến Đặng đô úy là thủ hạ trước đây của Chu Bột cha mình. Đặng đô úy khuyên Chu Á Phu tránh đối đầu với quân Ngô, không cần gấp rút cứu nước Lương, trái lại tiến ra Xương Ấp xây đồn lũy, khống chế cửa sông Hoài, sông Tứ, cắt đường vận lương của quân Ngô, đợi lúc quân Ngô suy yếu sẽ ra quân đánh là thắng.
Chu Á Phu làm theo, tiến lên trấn giữ Xương Ấp, xây đồn lũy phòng thủ, cắt đứt đường liên lạc giữa quân Ngô, Sở và quân 4 nước đang vây đánh Tề; bỏ mặc quân nước Lương giao chiến với quân Ngô, khiến quân Ngô bị hao tổn sức lực. Lương vương sốt ruột sai sứ giả đến giục Chu Á Phu ra quân nhưng Á Phu không phát binh cứu nước Lương. Lương vương tức giận sai người đến Tràng An nói với Hán Cảnh Đế việc này. Cảnh Đế vội sai sứ ra Xương Ấp giục Á Phu ra quân nhưng Á Phu kiên quyết giữ nguyên tắc "tướng ngoài mặt trận có thể không nghe lệnh vua", giữ vững tuyến phòng thủ theo chiến thuật đã định.
Thấy thế trận thất lợi do đường vận chuyển lương thảo bị cắt đứt, Ngô vương quyết định bỏ nước Lương, ra quyết chiến với quân Hán. Hai bên giao chiến ở Hạ Ấp. Biết quân Ngô thiếu lương phải đánh nhanh, Á Phu giữ vững trận thế không giao chiến, mặc cho quân Ngô khiêu chiến nhiều lần, dần dao động vì thiếu lương, lúc đó ông mới mang đại quân phản kích. Quân chư hầu bị đói không còn sức chiến đấu, nhanh chóng bị thua tan tác. Quân Ngô phần lớn đầu hàng Hán và Lương. Sau đó Chu Á Phu đem quân truy kích, giết và ép chết các chư hầu vương, lập được công đầu trong việc dẹp loạn bảy nước.
Sau khi về triều, Chu Á Phu được Hán Cảnh Đế khen thưởng, tiếp tục cho giữ chức thái úy. Sang năm 150 TCN, ông được thăng làm thừa tướng.

## Mất lòng Lương vương và Thái hậu
Sau khi dẹp được loạn bảy nước, Chu Á Phu được Cảnh Đế trọng vọng nhưng cũng không hoàn toàn tin dùng. Ít lâu sau, Hán Cảnh Đế phế truất thái tử Lưu Vinh, Chu Á Phu dâng biểu can gián nhưng không được chấp thuận.
Ngoài ra Chu Á Phu còn nảy sinh thêm hiềm khích với Lương vương Lưu Vũ (con cưng của Đậu Thái hậu). Nguyên do là khi bảy nước khởi loạn, Chu Á Phu nhất quyết không chịu xuất binh cứu Lương mà chỉ tập trung phòng thủ, làm Lương vương phải khốn đốn. Do đó Lưu Vũ rất căm thù ông, mỗi lần về triều đều nói xấu ông với Đậu Thái hậu.
Sau khi Cảnh Đế lập hoàng hậu mới là Vương Chí, Đậu Thái hậu đề nghị cũng nên phong tước hầu cho anh hoàng hậu là Vương Tín. Cảnh Đế ban đầu từ chối, Đậu Thái hậu nhất quyết ép cho bằng được, Cảnh Đế bèn thương nghị với Chu Á Phu. Ông bảo
Cao Hoàng đế có lời ước: Không phải họ Lưu không được làm vương, không có công không được làm hầu, nếu không làm đúng thì cả thiên hạ cùng đánh. Nay Tín tuy là anh hoàng hậu nhưng không có công, phong hầu thì trái lời ước.
Và từ chối Đậu Thái hậu. Cảnh Đế cũng đồng tình việc này, khiến Đậu Thái hậu cũng căm ghét Chu Á Phu, tìm cách trừ khử ông.

## Từ chức và qua đời
Do sự gièm pha của Đậu Thái hậu, Hán Cảnh Đế cũng mất lòng tin với Chu Á Phu. Năm 147 TCN, khi vua Hung Nô là Từ Lô đầu hàng nhà Hán, Cảnh đế muốn phong ông ta làm hầu, Chu Á Phu không bằng lòng, tâu với Cảnh Đế không nên phong, vì như vậy chẳng khác nào khuyến khích quân thần bất trung, nhưng Cảnh Đế không nghe, phong Từ Lô làm hầu. Cũng bởi việc này, Chu Á Phu không vừa lòng, bèn cáo bệnh xin trả tướng ấn.
Một lần khác, Hán Cảnh Đế triệu Chu Á Phu vào cung dự yến tiệc. Do còn giận chuyện Từ Lô nên khi vào nhập tiệc, ông ngang nhiên vứt đũa, khiến Cảnh Đế không hài lòng. Mặc dù chịu tạ tội nhưng sau khi rời khỏi cung, Chu Á Phu lại không thèm vái chào Cảnh Đế. Cảnh Đế tức giận, trách cứ ông.
Năm 143 TCN, Chu Á Phu đã già, gia đình bắt đầu chuẩn bị hậu sự cho ông, đem về nhiều dụng cụ trong quân để chôn theo khi ông khi ông mất. Việc này trái với pháp luật nhà Hán (mua bán tàng trữ binh khí), nên Hán Cảnh Đế sai người đến hỏi việc, Chu Á Phu cự tuyệt không trả lời. Cảnh Đế bèn sai viên đình úy luận tội Chu Á Phu. Ông biện bạch rằng những thứ ấy chỉ dùng để chôn theo mình, không phải để tích trữ tạo phản. Viên đình úy lại bảo nếu vậy thì ông sẽ tạo phản ở dưới đất. Chu Á Phu uất ức, tuyệt thực năm ngày, đến ngày thứ sáu thì thổ huyết mà chết, không rõ thọ bao nhiêu tuổi. Vợ ông ở nhà nghe tin cũng tự tử chết theo ông. Tước hầu của Chu Á Phu bị xóa bỏ, còn Vương Tín (anh Vương Hoàng hậu) lại được phong làm Cái hầu.
Một năm sau, 142 TCN, Hán Cảnh Đế lại phong cho con Chu Á Phu là Chu Kiên làm Bình Khúc hầu, được 19 năm thì chết, thụy là Cung hầu. Con là Chu Kiến Đức tập tước. Được 13 năm, Hán Vũ Đế phong Kiến Đức làm thái phó cho thái tử. Đến năm Nguyên Đĩnh thứ năm, Kiến Đức phạm tội, tước vị bị xóa bỏ.

## Trong phim ảnh
Nhân vật Chu Á Phu xuất hiện trong bộ phim truyền hình của Trung Quốc là Mỹ nhân tâm kế do nam diễn viên Hà Thịnh Minh thủ vai. Trong phim, ngoài sự kiện dẹp loạn bảy nước, nhân vật Chu Á Phu được thể hiện khác xa so với sử sách.